# Schiebell-Grundschule
Die Schiebell-Grundschule ist eine sechsklassige Grundschule in der Stadt Drebkau im Landkreis Spree-Neiße in Brandenburg. Zur Schule gehört auch die Außenstelle im Ortsteil Leuthen. Das im Jahr 1793 errichtete Unterrichtsgebäude in der General-von-Schiebell-Straße 1 in Drebkau sowie der in den 1970er Jahren entstandene Anbau sind ein eingetragenes Baudenkmal in der Denkmalliste des Landes Brandenburg.

## Geschichte
Das historische Unterrichtsgebäude der heutigen Schiebell-Grundschule in Drebkau wurde im Jahr 1793 errichtet. Zu diesem Zeitpunkt war der Stifter der Schule, der sächsische Kriegsminister Adam Burchard von Schiebell, Gutsherr auf Drebkau, Domsdorf und Steinitz, der mit seinen Ulanen 1745 ein preußisches Dragonerregiment im Mordgrund bei Dresden zerschlug, wobei zahlreiche Soldaten ihr Leben verloren. Erster Lehrer war der Kantor Fiedler; als zweiter Lehrer wurde 1794 Johann Gottlob Trepte angestellt, der ab 1805 alleiniger Lehrer war. In der ersten Hälfte des 19. Jahrhunderts wurde die Schule dann erneut mit einem zweiten und 1846 mit einem dritten Lehrer besetzt. Im Jahr 1856 war die Schule dreizügig mit einer gemischtgeschlechtlichen Klasse für die neun- und zehnjährigen Schüler und zwei oberen Klassen, die nach Geschlechtern getrennt waren. Erst in den 1860er Jahren wurden die Schülerinnen und Schüler durchweg in gemischten Klassen unterrichtet. Etwa zu dieser Zeit besuchten rund 180 Schüler die Schule.
Mit Beginn des Schuljahres 1875 erhielt die Schule eine vierte Klasse. Im Jahr 1900 wurde die Schule fünfzügig und eine vierte Lehrerstelle besetzt. Ein Jahr später kam es zu einem Neuzuschnitt der Schulbezirke, wobei die Kinder aus der Werkssiedlung „Grube Volldampf“ fortan die neu gegründete Schule in Jehserig besuchten. Die Grundschule Drebkau hatte damals 280 Schüler. Am 1. August 1904 wurde die Drebkauer Schule schließlich sechsklassig, im darauffolgenden Jahr stellte man einen fünften Lehrer ein. Am 1. Oktober 1910 wurde eine Lehrerin als sechste Lehrkraft angestellt und die Schule war kurzzeitig siebenklassig, ab 1918 umfasste sie wieder nur sechs Klassen. Im Schuljahr 1918/19 besuchten 394 Kinder die Schule.
In den Jahren 1936 und 1937 wurde die Schule umfassend erweitert, am 29. Oktober 1937 wurde das Gebäude neu eingeweiht. Die Kosten für den Umbau beliefen sich auf rund 57.000 Reichsmark. Zu DDR-Zeiten wurde die Schule zur Polytechnischen Oberschule „Friedrich Engels“ umkonzipiert. In den 1960er und 1970er Jahren wurde der Gebäudekomplex erneut erweitert. Nach der Wiedervereinigung wurde die Schule zu einer sechsklassigen Grundschule. Am 24. Juni 2009 erhielt die Schule den Namen „Schiebell-Grundschule“, im Dezember des gleichen Jahres konnte die neue Turnhalle eingeweiht werden. Zwischen 2010 und 2013 erfolgte eine energetische Sanierung des Unterrichtsgebäudes in Drebkau. Wegen zurückgehender Schüler- und Lehrerzahlen wurde die Grundschule Drebkau zum Schuljahr 2017/18 mit der Grundschule in Leuthen zusammengeschlossen.

## Architektur
Das 1793 errichtete historische Unterrichtsgebäude der Schiebell-Grundschule befindet sich im Stadtzentrum von Drebkau gegenüber der Stadtkirche und ist Teil der als Ensemble unter Denkmalschutz stehenden Stadtanlage. Das Gebäude ist ein zweigeschossiger verputzter Mauerwerksbau mit einem L-förmigen Grundriss und einem Satteldach, das an der westlichen Giebelseite mit einem Krüppelwalm versehen ist. An der dem Marktplatz zugewandten Seite befindet sich in der fünften Achse von Westen ein korbbogiges Eingangsportal. Östlich an das alte Gebäude anschließend befindet sich der zu DDR-Zeiten angebaute Erweiterungsbau in Nord-Süd-Ausrichtung mit kreuzförmigem Grundriss und der 2009 im Nordosten angebauten Turnhalle.

## Schulprofil
Die Schule ist eine offene Ganztagsschule. Seit dem Schuljahr 2006/07 werden die ersten beiden Klassenstufen nach dem Modell der flexiblen Schuleingangsphase unterrichtet. Neben den gewöhnlichen Unterrichtsfächern werden ab der dritten Klasse Sorbisch als Fremdsprache sowie ab der fünften Klasse die Fächer WAT, Gesellschaftslehre, Lebensgestaltung-Ethik-Religionskunde und naturwissenschaftliche Fächer (anstelle des in den unteren Klassenstufen gelehrten Sachunterrichts) angeboten.
Die Schiebell-Grundschule wird im Schuljahr 2022/23 von insgesamt 287 Schülerinnen und Schülern besucht, davon 162 am Standort Drebkau und 125 am Standort Leuthen. Die Schule unterhält Partnerschaften zu mehreren Schulen in der näheren Umgebung sowie zu den Grundschulen in den polnischen Orten Czerwieńsk und Nietkowice.